# Kiele Sanchez
Kiele Michelle Sanchez (Chicago, 13 ottobre 1977) è un'attrice statunitense, apparsa nella serie televisiva Lost nel ruolo di Nikki Fernandez.

## Biografia
Nata a Chicago, nell'Illinois, il 13 ottobre del 1976 da padre portoricano e da madre statunitense di origini francesi, studia recitazione alla Glenbard North High School. Nel 2000 sostiene una audizione per il programma di MTV Wanna Be a VJ, allo scopo di diventare una veejay del canale musicale, è arrivata tra i primi cinque ma non ha vinto.
Nel 2003 appare nella commedia Fratelli per la pelle e lavora in varie serie televisive come Related e A casa con i tuoi, ma conosce una discreta popolarità grazie al ruolo di Nikki Fernandez nella terza stagione di Lost.
Nel 2007 appare in alcuni episodi di Samantha chi? e ottiene un piccolo ruolo nel film Mr. Magorium e la bottega delle meraviglie, diretto dal marito Zach Helm. Nel 2008 recita nel film horror Insanitarium diretto da Jeff Buhler. Nel 2009 recita nel thriller A Perfect Getaway - Una perfetta via di fuga, diretto da David Twohy, e prende parte a 30 giorni di buio II, sequel di 30 giorni di buio.
Dal 2010 è co-protagonista di The Glades.

## Filmografia

### Cinema
- Migrating Forms, regia di James Fotopoulos (2000)
- The Kiss, regia di Anthony e Joe Russo – cortometraggio (2001)
- Stealing Time, regia di Marc Fusco (2001)
- Fratelli per la pelle (Stuck on You), regia di Peter e Bobby Farrelly (2003)
- Mr. Magorium e la bottega delle meraviglie (Mr. Magorium's Wonder Emporium), regia di Zach Helm (2007)
- Insanitarium, regia di Jeff Buhler (2008)
- A Perfect Getaway - Una perfetta via di fuga (A Perfect Getaway), regia di David Twohy (2009)
- Black, White and Blues, regia di Mario Van Peebles (2010)
- 30 giorni di buio II (30 Days of Night: Dark Days), regia di Ben Ketai (2010)
- Anarchia - La notte del giudizio (The Purge: Anarchy), regia di James DeMonaco (2014)

### Televisione
- Live Girls, regia di Arlene Sanford – film TV (2000)
- Piccoli delitti tra amici (Class Warfare), regia di Richard Shepard – film TV (2001)
- That Was Then – serie TV, episodi 1x01-1x02-1x03 (2002)
- Young MacGyver, regia di Stephen Herek – film TV (2003)
- A casa con i tuoi (Married to the Kellys) – serie TV, 21 episodi (2003-2004)
- Related – serie TV, 19 episodi (2005-2006)
- Four Kings – serie TV, episodio 1x01 (2006)
- Modern Men – serie TV, episodio 1x01 (2006)
- Girls on the Bus – serie TV, episodio 1x01 (2006)
- Lost – serie TV, 6 episodi (2006-2007) – Nikki Fernandez
- Football Wives, regia di Bryan Singer – film TV (2007)
- Samantha chi? (Samantha Who?) – serie TV, 4 episodi (2007-2008)
- The End of Steve, regia di Peter Tolan – film TV (2008)
- Matadors, regia di Yves Simoneau – film TV (2010)
- The Glades – serie TV, 49 episodi (2010-2013)
- Burn Notice - La caduta di Sam Axe (Burn Notice: The Fall of Sam Axe), regia di Jeffrey Donovan – film TV (2011)
- Kingdom – serie TV, 40 episodi (2014-2017)
- Criminal Minds - Evolution[1] – serie TV (2023-)

## Doppiatrici italiane
Nelle versioni in italiano dei suoi lavori, Kiele Sanchez è stata doppiata da:
- Federica De Bortoli in The Glades, Anarchia - La notte del giudizio
- Barbara De Bortoli in Lost
- Eleonora De Angelis in 30 giorni di buio II
- Monica Ward in A casa con i tuoi
- Laura Boccanera in Related
- Rossella Acerbo in A Perfect Getaway - Una perfetta via di fuga
- Selvaggia Quattrini in Piccoli delitti tra amici
- Tiziana Avarista in Insanitariun
- Micaela Incitti in Station 19
- Benedetta Degli Innocenti in Criminal Minds: Evolution